# Велта (компания, Украина)
ООО ПКФ «Велта» — горнодобывающая компания, которая владеет двумя ресурсными активами — Бирзуловским (48°44′42″ с. ш. 31°27′25″ в. д.) и Лекаревским (48°44′42″ с. ш. 31°33′00″ в. д.) месторождениями ильменита (титановые руды) в Новомиргородском районе Кировоградской области Украины.
«Велта» занимает 2 % мирового рынка поставок ильменита и 35 % добычи на украинском рынке, является поставщиком около 10 % объёма самого большого в мире американского потребителя титанового сырья — компании Chemours (DuPont).
В разрезе горизонтального развития компания планирует запуск Лекаревского месторождения-спутника.
Вертикальную интеграцию компания «Велта» осуществляет через инновации. В 2017 году компания основала научно-исследовательский центр Velta RD Titan, целью которого было создание нового метода переработки титанового сырья. В 2019 году Velta RD Titan подала свои первые патентные заявки с революционным методом получения титана в патентные бюро США и Украины.

## История
2000 г. — создана ООО ПКФ «Велта», компанией получено специальное разрешение на геологическую разведку Бирзуловского месторождения ильменита.
2001—2006 гг. проведена детальная разведка за счёт средств «Велты», результатом которой стало утверждение запасов согласно промышленной категории.
2006 г. — компанию в качестве генерального директора возглавил Бродский, Андрей Викторович.
2007 г. — получено специальное разрешение на добычу ильменита на Бирзуловском месторождении сроком на 20 лет.
2009 г. — получена лицензия на проектирование объектов ГОКа, проводятся исследовательско-конструкторские и проектные работы.
2010 г. — получено разрешение на строительство горно-обогатительного комбината.
27 декабря 2011 г. — официальное открытие ГОКа 
2012 г. — начаты промышленные отгрузки товарной продукции.
2014 г. — на Фабрике № 1 произошёл пожар в отделении гравитационного обогащения. «Велта» потеряла 60 % производственных мощностей, но продолжила работу. *
2016 г. — восстановлены утраченные в результате пожара мощности Фабрики № 1.
2016 г. — закончена разведка Лекаревского месторождения.
2017 г. — получено специальное разрешение на пользование недрами Лекаревского месторождения от Кировоградской областной рады; открыто научно-исследовательский центр Velta RD Titan, занимающийся разработкой новых методов получения металлического титана.
2019 г. — получено специальное разрешение на пользование недрами Лекаревского месторождения титановых руд от Государственная служба геологии и недр Украины *
2020 г. — «Велта» патентует в США и Украине новый метод получения металлического титана, разработанный научно-исследовательским центром Velta RD Titan *

## Производство
Бирзуловское месторождение ильменита расположено в центральной Украине, вблизи с. Коробчино Новомиргородского района Кировоградской области. В 2011 г. на базе месторождения за рекордные 8 месяцев был построен горно-обогатительный комплекс по добыче и переработке ильменитовых руд мощностью 185 тыс. тонн ильменита в год. В 2013 г. мощность производства увеличена до 270 тыс. тонн за счёт запуска второй очереди ГОКа. Общий объём инвестиций в строительство составил $122 млн.
Лекаревское месторождение ильменитовых рассыпных руд находится в 6 км от уже действующего ГОКа. Планируемая мощность предприятия — 110 тыс. тонн ильменитового концентрата в год, капитальные инвестиции составят около $30 млн.
Добыча полезного ископаемого производится открытым способом.
В 2019 г. «Велта» добыла более 1 000 000 тонн ильменитового концентрата *

## Экология
Предприятие спроектировано таким образом, что негативное влияние на окружающую среду минимизировано.
Обогащение руды происходит без использования химических веществ, исключительно благодаря физическим свойствам ильменита.
Титановая руда Бирзуловского месторождения не имеет в своём составе радиоактивных частиц, ежегодно «Велта» проводит систематические проверки загрязнения воздуха и воды — максимальная концентрация загрязняющих веществ является в два раза ниже допустимой, согласно санитарно-гигиеническим нормам.
Производство не влияет на уровень подземных вод, поскольку использует воду в замкнутом цикле. Полностью исключён сток поверхностных вод с площади карьера в русло реки Большая Высь и мелкие водостоки.
На отработанных участках компания будет проводить рекультивацию земли.

## Ответственность
За период работы 2010—2019 гг. включительно «Велта» выплатила более 350 млн грн. в бюджеты разных уровней, создала 600 рабочих мест и вложила более 32,5 млн грн. социальных инвестиций в регион.

Приоритеты в социальной деятельности компании — это: развитие инфраструктуры, создание семейного пространства, образование, поддержка талантливых детей, помощь больным детям, бойцам ООС и незащищённым слоям населения. Подробнее: * 